# Khanpur, Punjab
Khanpur är en stad i distriktet Rahim Yar Khan i den pakistanska provinsen Punjab. Folkmängden uppgick till cirka 185 000 invånare vid folkräkningen 2017.